# آی‌ان‌وی‌ای‌پی
آی‌ان‌وی‌ای‌پی (انگلیسی: INVAP) شرکت دولتی هوافضا و صنایع دفاعی آرژانتینی است، که در سال ۱۹۷۶ توسط استانداری ریو نگرو، آرژانتین تأسیس شد.